# 雪地娘子軍
《雪地娘子軍》（原名：《铁血金脉》），本劇由浙江晟喜華視，廣東南方領航影視，海潤影視共同出品，潤亞影視承制，由王笛、王子、曹磊、任天琦主演。於2016年11月7日在江蘇綜藝頻道《精品剧场》首播。2017年3月22日在廣東經視TVS-1開播。2017年4月22日在北京影視頻道首都劇場開播。

## 劇情
1931年九一八爆发前夕在汤城，以满铁矿业部职员为身份掩护的日本特务头目石原慎太郎、石原慎次郎謀奪東北金礦，地方勢力轉型的东北军护矿部队金家军為其眼中釘，爱国将领遗孤杨凯楠捲入一次雙方戰鬥，見證日軍殘暴。危及之時她利用自己从小跟父亲学来的指挥作战能力，帮助金家军打退了敌人，同時中共驻东北地下党组织也得知了日军的阴谋，党组织秘密指令地下女党员赵群帮助金家军守护东北，数日后九一八事变爆发，日军占领汤城後利用大軍血洗金家沟，并将所有的罪责嫁祸给杨凯楠和其叔杨冰鉴......。

## 演員
- 王　笛 饰 杨凯楠
- 王　子 饰 金喜宝
- 曹　磊 饰 黄二虎
- 梁爱琪 饰 王凤改
- 孙亿舒 饰 满山红
- 徐靓斓 饰 许淑贤
- 刘凯菲 饰 金小满
- 王菁华 饰 金老夫人
- 陳佳佳 饰 俞大雁

## 製作團隊
- 导演： 张多福
- 编剧：由甲
- 监制：张秋芳、汪霞
- 制作人：刘勇
- 出品人：周伟成、孙泱、刘燕铭
- 出品公司：浙江晟喜华视 、广东南方领航影视 、海润影视